# Cyamops delta
Cyamops delta är en tvåvingeart som beskrevs av Khoo 1985. Cyamops delta ingår i släktet Cyamops och familjen savflugor. Inga underarter finns listade i Catalogue of Life.